# César Carrión
César Ataulfo Carrión Moreno (Salcedo, 1 de mayo de 1958) es un policía, abogado y político ecuatoriano. Entre 2017 y 2021 fue asambleísta del Movimiento CREO.

## Biografía
Nacido en San Miguel de Salcedo el 1 de mayo de 1958. Es licenciado en ciencias políticas, abogado y doctor en jurisprudencia en la Universidad Técnica Particular de Loja. Cuenta con un postgrado en administración general realizado en la Universidad San Francisco de Quito. Se encuentra casado con Janeth Orbe desde 1996, con ella cual tendría dos hijos: Denisse y Andrés.
Se ha desempeñado como instructor en la Escuela de Policía, subjefe provincial de Antinarcóticos de Pichincha, director de la Escuela Superior de Policía, Jefe de la Policía Judicial de Cotopaxi, agregado diplomático de la Policía en la Embajada de Ecuador en México, director del hospital de la Policía en Quito.
Fue en el hospital donde estaba cuando sucedieron los hechos del 30 de septiembre de 2010, donde el presidente Rafael Correa denunció haber sido secuestrado, algo que sería negado por Carrión. El 30 de octubre, será detenido acusado de magnicidio hacia el jefe de Estado que exigió desde un primer momento el enjuiciamiento del policía. Estuvo durante siete meses y medio bajo arresto, la gran parte de este tiempo Penal García Moreno, hasta que fue absuelto y finalmente reintegrado a la policía en mayo de 2012, pero pedirá su baja el 25 de junio.
Tras su salida vivió con su familia varios meses en México y Miami. Para el 2017, se postuló en las elecciones legislativas para un escaño en la Asamblea Nacional, tras haber sido invitado por Guillermo Lasso a las listas del Movimiento CREO en el 2014. Obtiene el cargo desde el cual ha buscado información sobre los casos del 30 de septiembre.
En el 2018, en los eventos conmemorativos del 30 de septiembre, fue parte de un altercado donde una simpatizante de Correa habría puesto la imagen del expresidente sobre la placa de Froilán Jiménez, muerto en esos hechos, el coronel saco inmediatamente la imagen.